# Војвођанска фудбалска лига Исток
Војвођанска фудбалска лига Исток је једна од зонских лига у фудбалу. Зоне су четврти ниво лигашких фудбалских такмичења у Србији. Виши степен такмичења је Српска лига Војводина, а нижи су две окружне лиге — Подручна фудбалска лига Зрењанин и Подручна фудбалска лига Панчево. 
ВФЛ Исток је првобитно била виши ранг за три окружне лиге — Подручну фудбалску лигу Зрењанин, Подручну фудбалску лигу Панчево и Подручну фудбалску лигу Суботица. Ова зонска лига угашена је 2014. године, приликом реорганизације такмичења четвртог ранга на територији Фудбалског савеза Војводине, заједно са дотадашњом ВФЛ Запад. Уместо њих настале су три зоне — Банатска, Бачка и Новосадско-сремска. Банатска зона је била виши ранг за ПФЛ Зрењанин и ПФЛ Панчево. ПФЛ Суботица постала је нижи ранг Бачке зоне.
Банатска зона од лета 2017. године носи назив Војвођанска фудбалска лига Исток.

## Победници некадашње ВФЛ Исток (до 2014)
| Сезона   | Бр. клуб. | Првак                 | Бодови | Вицепрвак                  | Бодови | Изв.  |
| 2008/09. | 18        | Долина, Падина        | 80     | Динамо, Панчево            | 69     | [ 1 ] |
| 2009/10. | 18        | Слобода, Нови Козарци | 74     | Бачка 1901, Суботица       | 73     | [ 2 ] |
| 2010/11. | 16        | Задругар, Лазарево    | 69     | Бачка Топола, Бачка Топола | 61     | [ 3 ] |
| 2011/12. | 16        | Динамо, Панчево       | 68     | Бачка 1901, Суботица       | 66     | [ 4 ] |
| 2012/13. | 16        | Јединство, Нови Бечеј | 74     | Бачка 1901, Суботица       | 70     | [ 5 ] |
| 2013/14. | 16        | ФК Вршац, Вршац       | 62     | Бачка Топола, Бачка Топола | 55     | [ 6 ] |

## Победници данашње ВФЛ Исток (2014—данас)
| Сезона                           | Бр. клуб. | Првак                        | Бодови | Вицепрвак                       | Бодови | Изв.   |
| Банатска зона у фудбалу          |           |                              |        |                                 |        |        |
| 2014/15.                         | 16        | Железничар, Панчево          | 57     | Борац, Сакуле                   | 48     | [ 7 ]  |
| 2015/16.                         | 16        | Раднички, Зрењанин           | 76     | Козара, Банатско Велико Село    | 63     | [ 8 ]  |
| Војвођанска фудбалска лига Исток |           |                              |        |                                 |        |        |
| 2016/17.                         | 16        | Динамо, Панчево              | 77     | Козара, Банатско Велико Село    | 75     | [ 9 ]  |
| 2017/18.                         | 16        | ОФК Вршац, Вршац             | 70     | Козара, Банатско Велико Село    | 68     | [ 10 ] |
| 2018/19.                         | 16        | Козара, Банатско Велико Село | 76     | Војводина 1928, Перлез          | 62     | [ 11 ] |
| 2019/20.                         | 16        | Слобода, Нови Козарци        | 41     | Јединство, Банатско Карађорђево | 40     | [ 12 ] |
| 2020/21.                         | 18        | ОФК Кикинда, Кикинда         | 75     | Јединство, Банатско Карађорђево | 69     | [ 13 ] |
| 2021/22.                         | 16        | Нафтагас, Елемир             | 66     | Јединство, Банатско Карађорђево | 58     | [ 14 ] |
| 2022/23.                         | 16        | ОФК Кикинда, Кикинда         | 68     | Слобода, Нови Козарци           | 60     | [ 15 ] |
| 2023/24.                         | 16        | Војводина 1928, Перлез       | 74     | Младост, Омољица                | 68     | [ 16 ] |
| 2024/25.                         | 16        | Младост, Омољица             | 72     | Бегеј, Житиште                  | 67     | [ 17 ] |

## Клубови у сезони 2024/25.
| Клуб          | Место                |
| ------------- | -------------------- |
| БАК           | Бела Црква           |
| Бегеј         | Житиште              |
| Борац         | Старчево             |
| Будућност     | Српска Црња          |
| Долово        | Долово               |
| Јединство     | Банатско Карађорђево |
| Јединство     | Влајковац            |
| Козара        | Банатско Велико Село |
| Младост       | Омољица              |
| Напредак      | Честерег             |
| Полет         | Идвор                |
| Полет         | Наково               |
| Пролетер      | Банатски Карловац    |
| Русанда       | Меленци              |
| Слобода       | Нови Козарци         |
| Црвена звезда | Руско Село           |